# Lucy Shuker
Lucy Shuker (Qatar, 28 mei 1980) is een rolstoeltennisspeelster uit het Verenigd Koninkrijk. Haar benen raakten verlamd na een motorongeluk in 2001. Desondanks won zij talloze prijzen over de hele wereld en won zij diverse finales in zowel enkel- als dubbelspel tijdens de National Wheelchair Tennis Championships (Nationale rolstoeltenniskampioenschappen van Groot-Brittannië).

## Loopbaan
Shuker ontving in 2005 de British Wheelchair Sports Award. Tijdens de Paralympische Zomerspelen van 2008 in Peking speelde en verloor zij de kwartfinale (tweede ronde na een bye) in het dubbelspel, samen met Jordanne Whiley, en tijdens de Paralympische Zomerspelen van 2012 in Londen won zij een bronzen medaille met Whiley. Ook op de Paralympische Zomerspelen van 2016 in Rio de Janeiro won zij een bronzen medaille, weer met Whiley.
In 2009 bereikte Shuker voor het eerst een grandslamfinale, op het dubbelspel van Wimbledon samen met de Australische Daniela Di Toro – zij verloren de eindstrijd van het Nederlandse koppel Korie Homan en Esther Vergeer. Ook in 2010 bereikte zij daar de dubbelspelfinale, weer met Di Toro, en weer was het een Nederlands koppel dat hen de weg versperde: Esther Vergeer en Sharon Walraven. In 2012 bereikte zij de finale van het vrouwenrolstoeldubbelspel op Wimbledon, samen met partner Jordanne Whiley, maar verloor van het Nederlandse koppel Jiske Griffioen en Aniek van Koot.
In 2016 won Shuker, samen met de Nederlandse Diede de Groot, de dubbelspeltitel op de Wheelchair Tennis Masters, het officieus wereldkampioenschap. In 2017 speelde Shuker met de Fransman Stéphane Houdet op het gemengd dubbelspeltoernooi van de British Open Wheelchair Tennis Championships – zij wonnen de titel, ten koste van het koppel Dana Mathewson en Alfie Hewett. In 2018 bereikte zij weer de Wimbledon-finale, nu met de Duitse Sabine Ellerbrock – zij verloren van het als eerste geplaatste duo Diede de Groot (Nederland) en Yui Kamiji (Japan). In 2021 bereikte Shuker voor de vijfde maal de dubbelspelfinale op Wimbledon, nu aan de zijde van de Zuid-Afrikaanse Kgothatso Montjane – zij verloren van het herenigde koppel Yui Kamiji (Japan) en Jordanne Whiley (VK).
Op het Australian Open bereikte Shuker viermaal de finale: in 2010 aan de zijde van Daniela Di Toro, in 2013 samen met de Nederlandse Marjolein Buis, in 2021 met Kgothatso Montjane uit Zuid-Afrika en in 2022 geflankeerd door de Japanse Yui Kamiji.

## Resultaten grandslamtoernooien
| Legenda | Legenda                          |
| ------- | -------------------------------- |
| g.t.    | geen toernooi gehouden           |
| l.c.    | lagere categorie                 |
| –       | niet deelgenomen                 |
| G       | uitgeschakeld in de groepsfase   |
| 1R      | uitgeschakeld in de eerste ronde |
| 2R      | uitgeschakeld in de tweede ronde |
| 3R      | uitgeschakeld in de derde ronde  |
| 4R      | uitgeschakeld in de vierde ronde |
| KF      | uitgeschakeld in de kwartfinale  |
| HF      | uitgeschakeld in de halve finale |
| F       | de finale verloren               |
| W       | het toernooi gewonnen            |
| w-v     | winst/verlies-balans             |

### Enkelspel
- De kwartfinale was tot 2023 doorgaans de eerste ronde.

| toernooi        | 2007 | 2008 | 2009 | 2010 |      | 2013 | 2014 | 2015 | 2016 | 2017 | 2018 | 2019 | 2020 | 2021 | 2022 | 2023 | 2024 | 2025 |
| --------------- | ---- | ---- | ---- | ---- | ---- | ---- | ---- | ---- | ---- | ---- | ---- | ---- | ---- | ---- | ---- | ---- | ---- | ---- |
| Australian Open | KF   | KF   | KF   | KF   | HF   | KF   | –    | KF   | HF   | KF   | KF   | –    | KF   | HF   | 1R   | 1R   | 1R   |      |
| Roland Garros   | HF   | KF   | KF   | –    | KF   | –    | –    | KF   | –    | –    | –    | –    | –    | 1R   | 1R   | 1R   |      |      |
| Wimbledon       | g.t. | g.t. | g.t. | g.t. | g.t. | g.t. | g.t. | KF   | KF   | KF   | –    | g.t. | KF   | KF   | 1R   | 1R   |      |      |
| US Open         | –    | g.t. | –    | –    | KF   | –    | KF   | g.t. | KF   | KF   | –    | KF   | –    | 1R   | 2R   | g.t. |      |      |

### Dubbelspel
- De halve finale was tot 2023 doorgaans de eerste ronde.

| toernooi        | 2007 | 2008 | 2009 | 2010 | 2011 | 2012 | 2013 | 2014 | 2015 | 2016 | 2017 | 2018 | 2019 | 2020 | 2021 | 2022 | 2023 | 2024 | 2025 |
| --------------- | ---- | ---- | ---- | ---- | ---- | ---- | ---- | ---- | ---- | ---- | ---- | ---- | ---- | ---- | ---- | ---- | ---- | ---- | ---- |
| Australian Open | KF   | HF   | HF   | F    | –    | –    | F    | HF   | –    | HF   | HF   | HF   | HF   | –    | F    | F    | HF   | 1R   | HF   |
| Roland Garros   | HF   | HF   | HF   | –    | –    | –    | HF   | –    | –    | HF   | –    | –    | –    | –    | –    | 1R   | 1R   | 1R   |      |
| Wimbledon       | g.t. | g.t. | F    | F    | HF   | F    | HF   | HF   | HF   | HF   | HF   | F    | –    | g.t. | F    | HF   | HF   | 1R   |      |
| US Open         | –    | g.t. | –    | –    | –    | g.t. | HF   | –    | HF   | g.t. | HF   | HF   | –    | HF   | –    | 1R   | 1R   | g.t. |      |